# Gilbert Darisse
Gilbert Antoine Darisse (* 28. Oktober 1909 in Saint-André-de-Kamouraska/Québec; † 4. Februar 1996 in Québec (Stadt)) war ein kanadischer Geiger, Dirigent und Musikpädagoge.

## Leben
Darisse studierte Violine bei Robert Talbot in Québec und an der Eastman School of Music der University of Rochester. Von 1933 bis 1960 war er als Nachfolger von Jules Payment Konzertmeister des Orchestre Symphonique de Québec, danach bis 1965 dessen Manager und schließlich bis 1980 dessen Bibliothekar. Mit dem Orchester spielte er als Solist die Uraufführung eines Violinkonzertes von Lucien Vocelle und zweimal einen Solopart in Johann Sebastian Bachs Konzert für zwei Violinen, einmal mit Edwin Bélanger und einmal mit Calvin Sieb.
Im Château Frontenac leitete Darisse von 1935 bis 1960 ein eigenes Tanzorchester. Als Arrangeur und Dirigent war er an den Radioshows Ici l'on chante (1936–47) und Variétés (1948–56) der CBC beteiligt. Am Conservatoire de musique du Québec unterrichtete er von 1944 bis 1965 Violine und danach bei 1975 Blattspiel. Zu seinen Schülern zählten Yves Bédard, Raymond Dessaints, François Magnan und Jean-Louis Rousseau.